# Kelebekler
Kelebekler é um filme de drama turco de 2018 dirigido e escrito por Tolga Karaçelik. Estrelado por Tolga Tekin, estreou no Festival Sundance de Cinema em 22 de janeiro de 2018, onde venceu a Competição World Dramatic.

## Elenco
- Tolga Tekin - Cemal
- Bartu Küçükçaglayan - Kenan
- Tugce Altug - Suzan
- Serkan Keskin - Muhtar
- Hakan Karsak - Imam
- Ezgi Mola - Sevtap